# Adela Ringuelet
Adela Emilia Ringuelet (La Plata, 27 de marzo de 1930 - La Plata, 26 de abril de 2023) fue una astrónoma argentina (la tercera en graduarse en el país), dedicada principalmente a la espectroscopia, con más de 100 publicaciones y confundadora de la Asociación Argentina de Astronomía.

## Formación académica
Estudió la carrera de Astronomía en la Escuela Superior de Astronomía y Geofísica de la ciudad de La Plata, donde fue la 3.ª en graduarse luego de Alba Dora Nina Schreiber y Elsa Gutierrez.

## Trayectoria

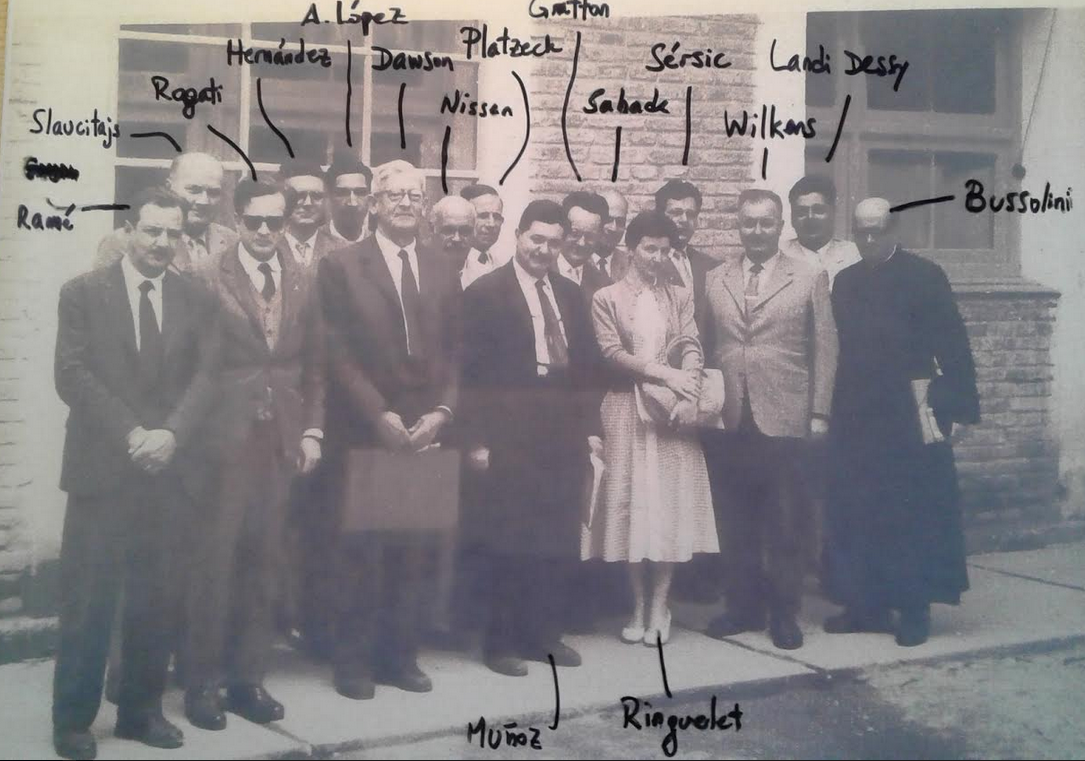
Fundadores de la Asociación Argentina de Astronomia, 1958. Desde la izquierda: M. J. Ramé, Sergei Slaucitajs, Carlos Rogati, Carlos Hernández, Augusto López, Bernhard H. Dawson, Juan José Nissen, Ricardo Platzek, Francisco Muñoz, Livio Gratton, Jorge Sahade, Adela Emilia Ringuelet, José Luis Sérsic, Herbert Wilkens, Jorge Landi Dessy, Juan A. Bussolini.

En 1958 junto a otros astrónomos influyentes de la Argentina, en una reunión realizada en el Observatorio Félix Aguilar, participa de la fundación de la Asociación Argentina de Astronomía. Realizaron diversas actividades, reuniones y publicaciones, hasta que finalmente en 1977 se documenta la formalización de la asociación. En el periodo entre 1982 y 1985 fue miembro del Comité Nacional de Astronomía en dicha asociación.
Fue parte de los investigadores cesanteados de la Facultad de Ciencias Astronómicas y Geofísicas (UNLP) durante la última dictadura militar en Argentina, junto con Virpi Niemela, Félix Mirabel, entre otros.
Durante la creación del Instituto de Astronomía y Física del Espacio (IAFE), y con Jorge Sahade como su director, trabajó como investigadora.
Participó del proyecto International Ultraviolet Explorer, dedicado al estudio de la espectroscopia de estrellas, en los programas AR020 (observaciones de objetos inciertos en la clasificación MKK) y OD97K (observaciones de la estrella Beta Monocerotis).
Desde 2014, fue docente con el cargo de Profesor Titular Consulto en el grupo de investigación Modelos de Estrellas Peculiares (MEP) de la Universidad Nacional de La Plata en la asignatura Atmósferas Estelares. En el MEP se ha desempeñado en varios puestos desde los 80s y dirigió durante más de 20 años el grupo de investigación.
Es uno de los miembros Argentinos de la Unión Astronómica Internacional. Era miembro de las divisiones de Estrellas y Física Estelar, y Comisión Estelar de Espectro 29 desde 2011, y hasta el 2012 formaba parte de División IV de Estrellas.
Formó parte del Comité Nacional Argentino del Observatorio Espacial Mundial.

## Premios y reconocimientos
- En su honor se nombró al asteroide (5793) Ringuelet.[1][14][15]